# 豊田ジャンクション

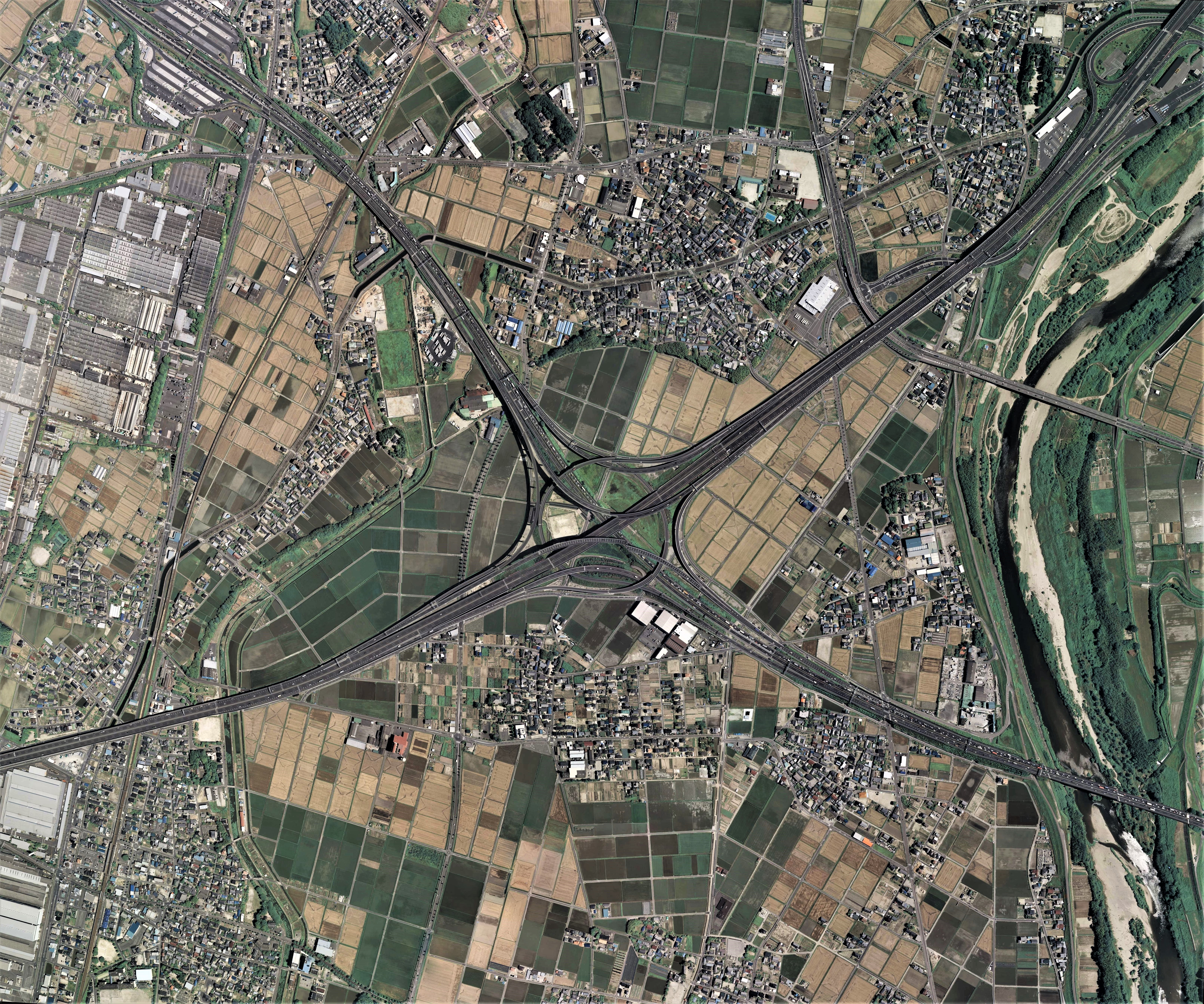
豊田ジャンクション付近の空中写真。対称形の曲線を描いて流入するハーフタービン形式を採用。
（2007年撮影の12枚より合成作成）

豊田ジャンクション（とよたジャンクション）は、愛知県豊田市鴛鴨町に所在する、東名高速道路と伊勢湾岸自動車道のジャンクション (JCT) である。

## 概要
東名高速道路と伊勢湾岸自動車道が交差するハーフタービン型のジャンクションで、東名高速道路の上を伊勢湾岸自動車道が通過する。東京方面と名古屋・大阪方面を結ぶ2ルートの高速道路が交差するポイントであるため、8本のランプウェイのうち半分のランプについては、半径を緩く設計してランプ内の最高速度は80 km/hに設定されている。なお、当該ジャンクションは、第一東海自動車道と第二東海自動車道が十文字で交わる唯一のジャンクションでもある。高規格の路線が交わるため、JCT全体の敷地面積は約20万立方メートル、ナゴヤドームの5倍の巨大なジャンクションとなっている。神奈川県の伊勢原JCT以西から長らく第一東海自動車道（東名）に対して山側であった第二東海自動車道（新東名、伊勢湾岸道）は、豊田JCTで東名を跨いで海側に路線を替え、西三河を通過して終点の名古屋港へと至る。
豊田東JCTから豊田JCTまでの約5 kmの区間は、付加車線があることで往復8車線となっている。
ここから東名高速道路の小牧ICまで（小牧ICで直結する名神高速道路を含めると養老JCTまで）の区間では、利用距離あたりの高速料金が大都市近郊区間の料金水準となる。

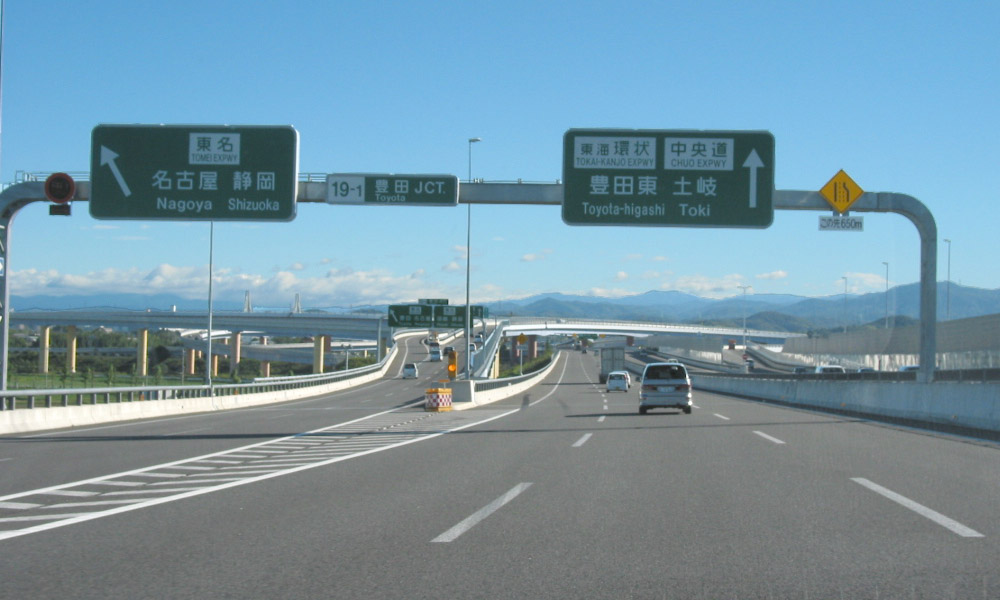
E1A伊勢湾岸自動車道 上り線より撮影。（新東名高速道路全通前）
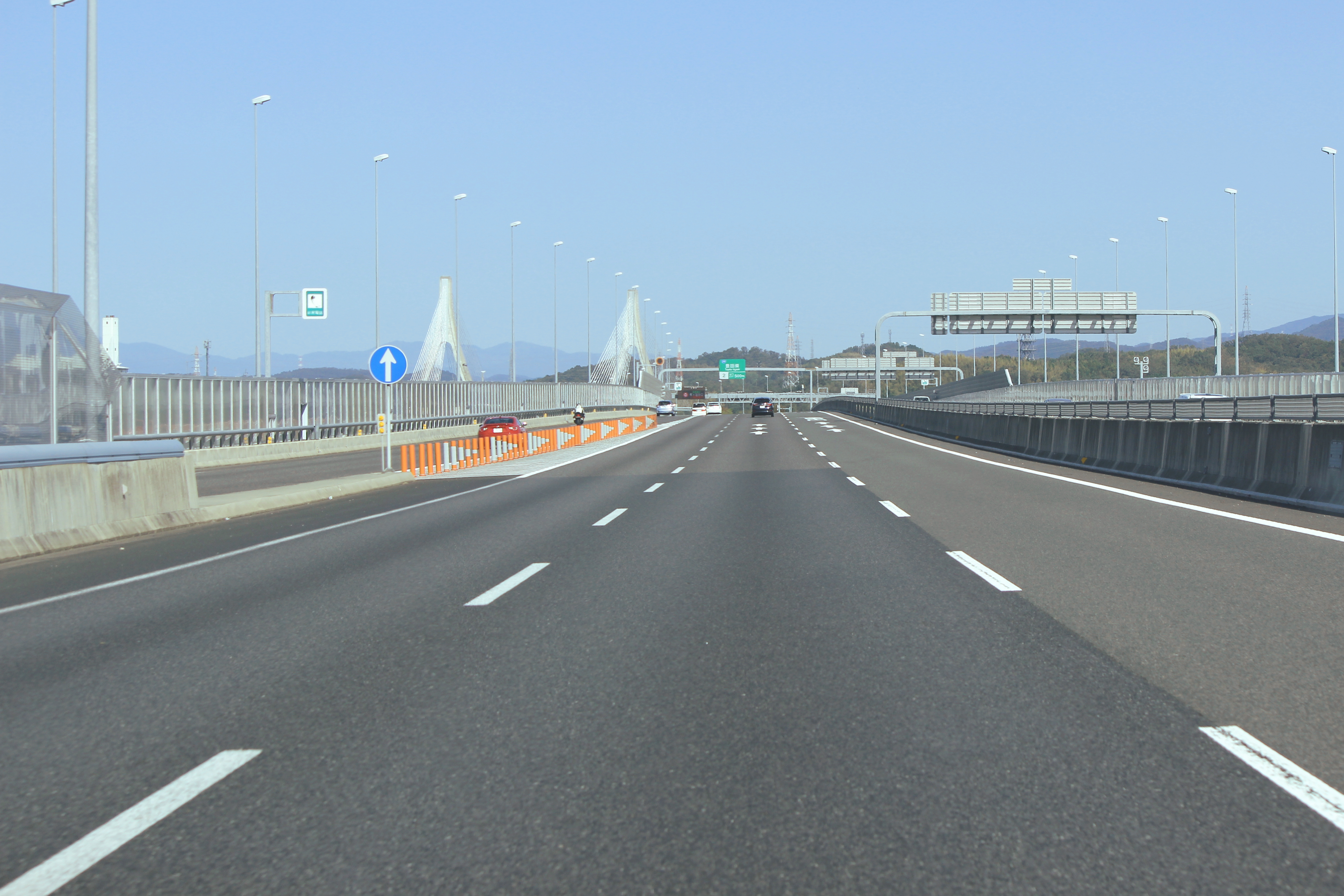
豊田JCT - 豊田東JCT間は付加車線込みの往復8車線である。奥は豊田アローズブリッジ。

## 歴史
2003年（平成15年）3月に東名高速から分岐して豊田東ICを結ぶジャンクションとして供用開始した。距離にして僅か1.9 kmの枝線であったが、それでも当時、豊田市内で唯一のインターチェンジ (IC)であった豊田ICがその連絡道路も含めて渋滞に悩まされていたものが、この枝線の開通によってインターへの流出入交通が分散化されて混雑解消に寄与した。そして、当該JCTが東名と第二東名（のちに伊勢湾岸自動車道と命名）を連絡する初めてのジャンクションとなった。
2004年（平成16年）12月には当該JCT - 豊田南IC間の開通によって全方向アクセスのジャンクションとしてオープンした。これにより、東名の岡崎以東と名古屋IC経由で名古屋都市圏を結ぶ交通が、豊田JCT、名古屋南JCTを経由する流れにシフトしたことで、東名の豊田JCT - 名古屋IC間の交通量が減少して渋滞発生回数が開通前と比較して5割減少した。今回開通によって1976年（昭和51年）以降、伊勢湾岸道路に豊田 - 四日市間を結ぶ東名高速 - 東名阪自動車道の連絡機能を持たせるという計画が、30年近い歳月を経て日の目を見ることになった。
2005年（平成17年）3月から9月まで開催された2005年日本国際博覧会（愛・地球博）の最寄りの駐車場が、東海環状自動車道の豊田藤岡ICおよび東名高速の東名三好ICに隣接することになった。そこへ至るアクセス経路に豊田JCTが位置することから、万博駐車場の案内表示をジャンクション分岐部に各々設置した。

### 年表
- 2003年（平成15年）3月15日 : 豊田東ICが東名高速道路のインターチェンジとして開通し一部供用開始[12]。
- 2004年（平成16年）12月12日 : 豊田JCT - 豊田南IC間開通に伴い東名高速道路が伊勢湾岸自動車道四日市方面と接続し完全供用開始[13]。

## 景観対策

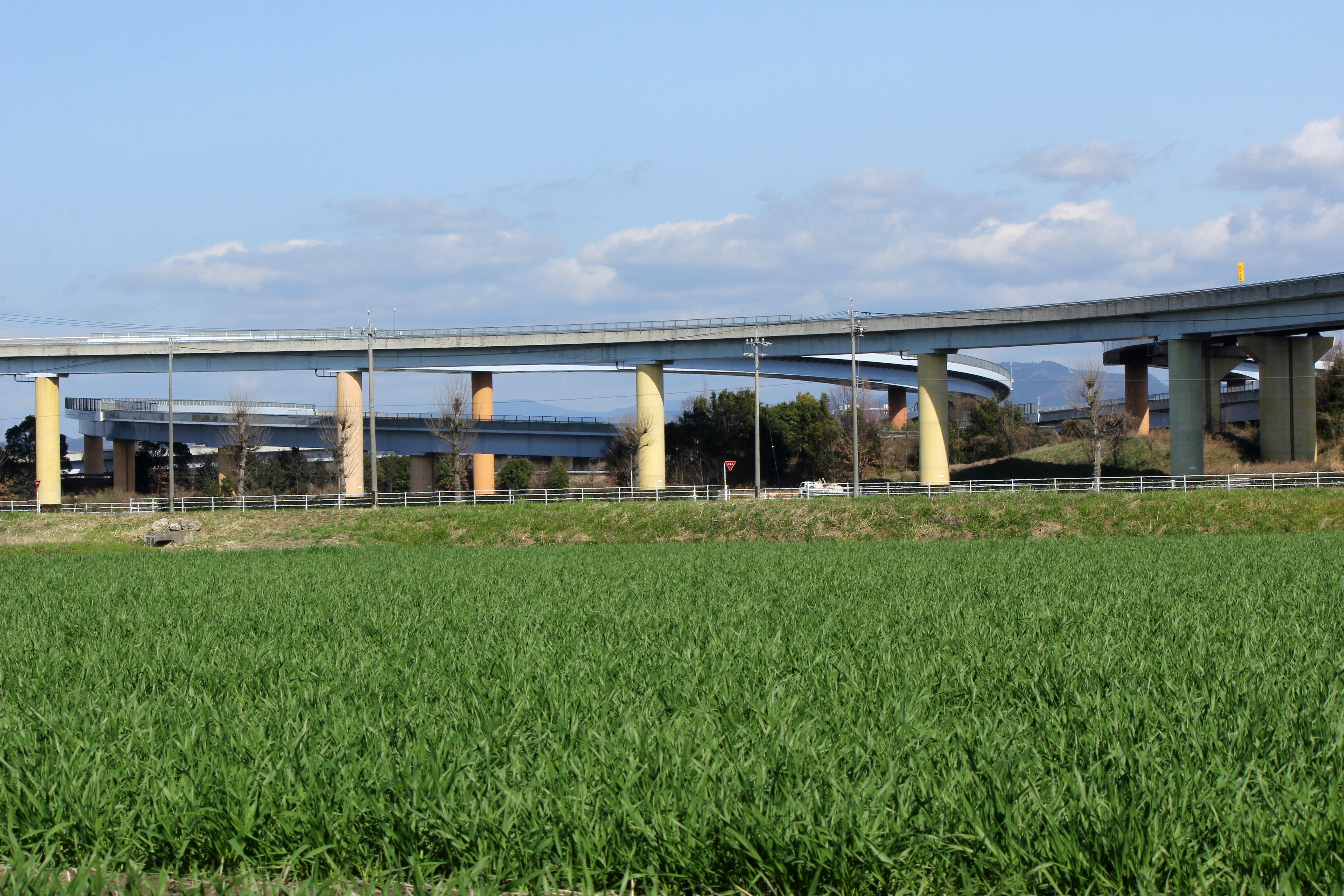
田園風景に溶け込ませることを狙って橋脚に着色している。

### Techno Forest（構造物の森）
ジャンクションにおける橋脚数は275基で、このうち125基について着色している。ジャンクション付近は田園地帯であり、仮に着色無しのコンクリート地肌の状態では殺風景であることから、何らかのデザイン処理を施すことになった。
日本道路公団（現・NEXCO中日本）は東京湾アクアラインの進入路擁壁の意匠を担当したデザイン事務所「ステュディオハンデザイン」にジャンクションのコンセプト設定、デザインを依頼した。当初はジャンクションがサークル状を成すことを考慮して、方向性よりも垂直軸を強調する意図から、橋脚形状を円柱形に統一することを画策した。しかし、新耐震性基準や構造上の問題もあって、断面形状が小判型、および小判から耳のような梁が飛びだした不揃いな橋脚となったことで、別要素のデザインを考え出すことになった。
形に縛られないデザインを検討した結果、周辺の田園風景との調和を図るために「テクノフォレスト（構造物の森）」と名付けたコンセプトのもとに橋脚および主桁に着色を施し、あわせて素材感を表現することにした。なお、主桁が金属製であるのに対して橋脚はコンクリート製（ただし、最も高い橋脚8基は金属製）であることから、橋脚の着色は塗装によらず酸化鉄の顔料をコンクリートに練り込むことにして、これにより素材感を表現した。カラーは6色で、全て自然の中にある色を選択した。2ルートが交差する中心点を赤色系として、そこから同心円上に離れるに従って、黄色、緑色、薄緑色へと変化する。赤色系は冬の枯れ葉、ないし秋の紅葉、黄色は夏の夕焼け、緑色は春の新緑で季節感をあらわし、ジャンクション全体では四季折々の変化を表現している。これらのカラーコンクリートは、ジャンクションを森にたとえ、その森を形成する樹木にもなぞらえている。そして、ジャンクションの形態に沿った求心性と拡がりを感じさせるとともに、それぞれの色が四季や天候の移り変わりによって変化することで常に違った表情を表現し、見る者を飽きさせないという意図がある。一方、橋脚に対して主桁は空色のカラーリングを施している。これは自然の森のように、木々の上に広がる大空を表現したものである。
なお、酸化鉄顔料は堅牢で耐光性、耐候性に優れることから、歳月の経過とともに退色することを防ぎ、塗装も不必要でメンテナンスフリーに寄与することとなった。ただし、現場打ちコンクリートに顔料を使用することの難点は発色管理が難しいことで、混合する色の比率を試すなどして20種類以上の試作品を造ってからの現場打ちとなった。顔料はドイツのバイエル社（現・ランクセス社）製で、原色のみのラインナップであるため、それらを混ぜ合わせて望む色を打ち出した。現場に到着した生コン車のホッパーに顔料を投入し、5分以上アジテーターで攪拌のうえ、出来上がったカラーコンクリートをポンプで圧送して現場打ちした。工事で使用した顔料の価格は工事費用の約2パーセント、2億1千万円にのぼった。

### 低位置ライン照明
ジャンクションの照明は、特にランプウェイでは低位置におけるライン照明を採用した。通常のポール式は周辺部への光の漏洩による光害が心配されたことや、外部からの景観に配慮した結果、取りやめとなった。低位置ライン照明はパイプ状の細長い形状をしており、低位置に設置されることから路面を照射することでランプウェイの視線誘導にも与している。

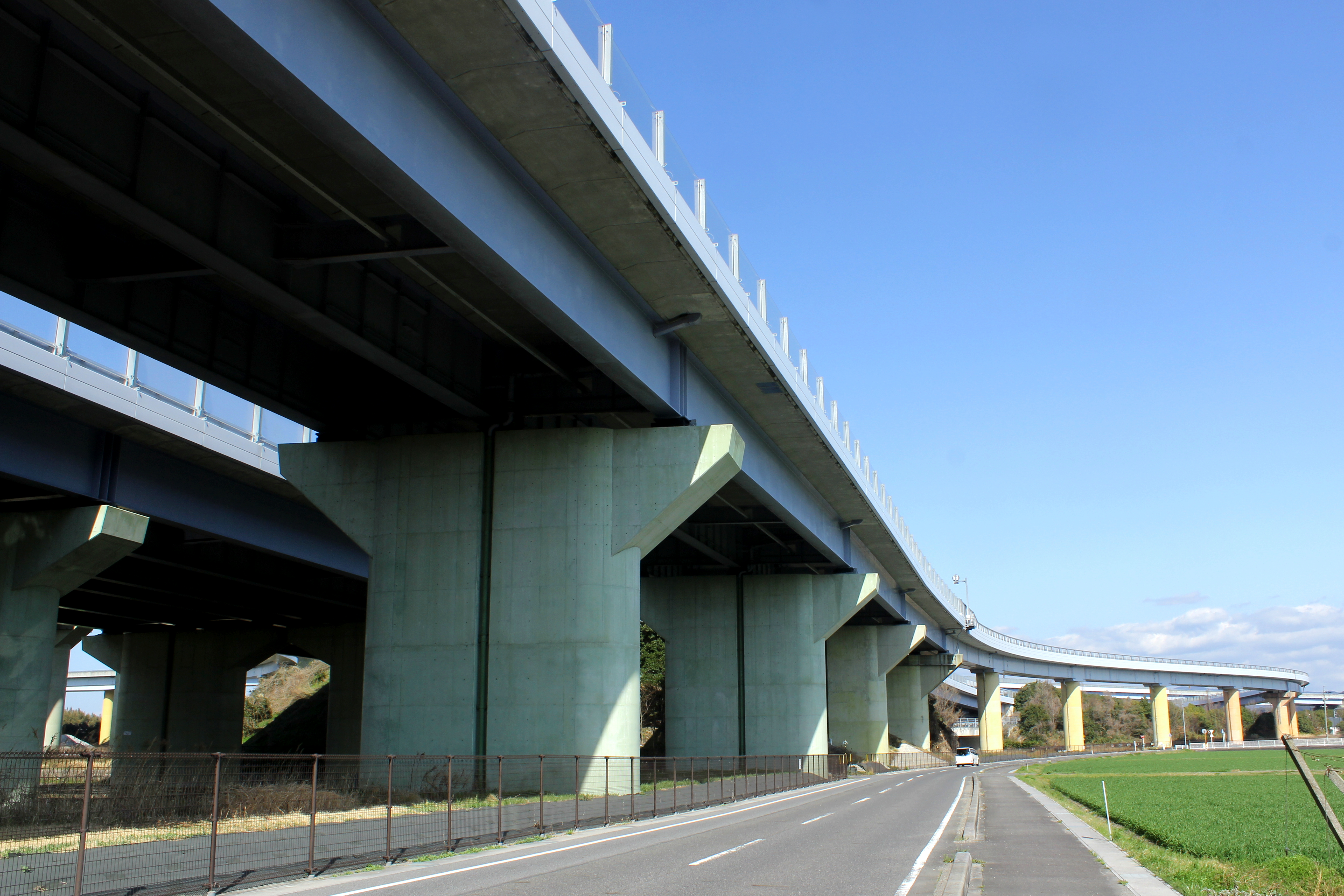
ジャンクション外側は新緑をイメージした薄緑で着色。
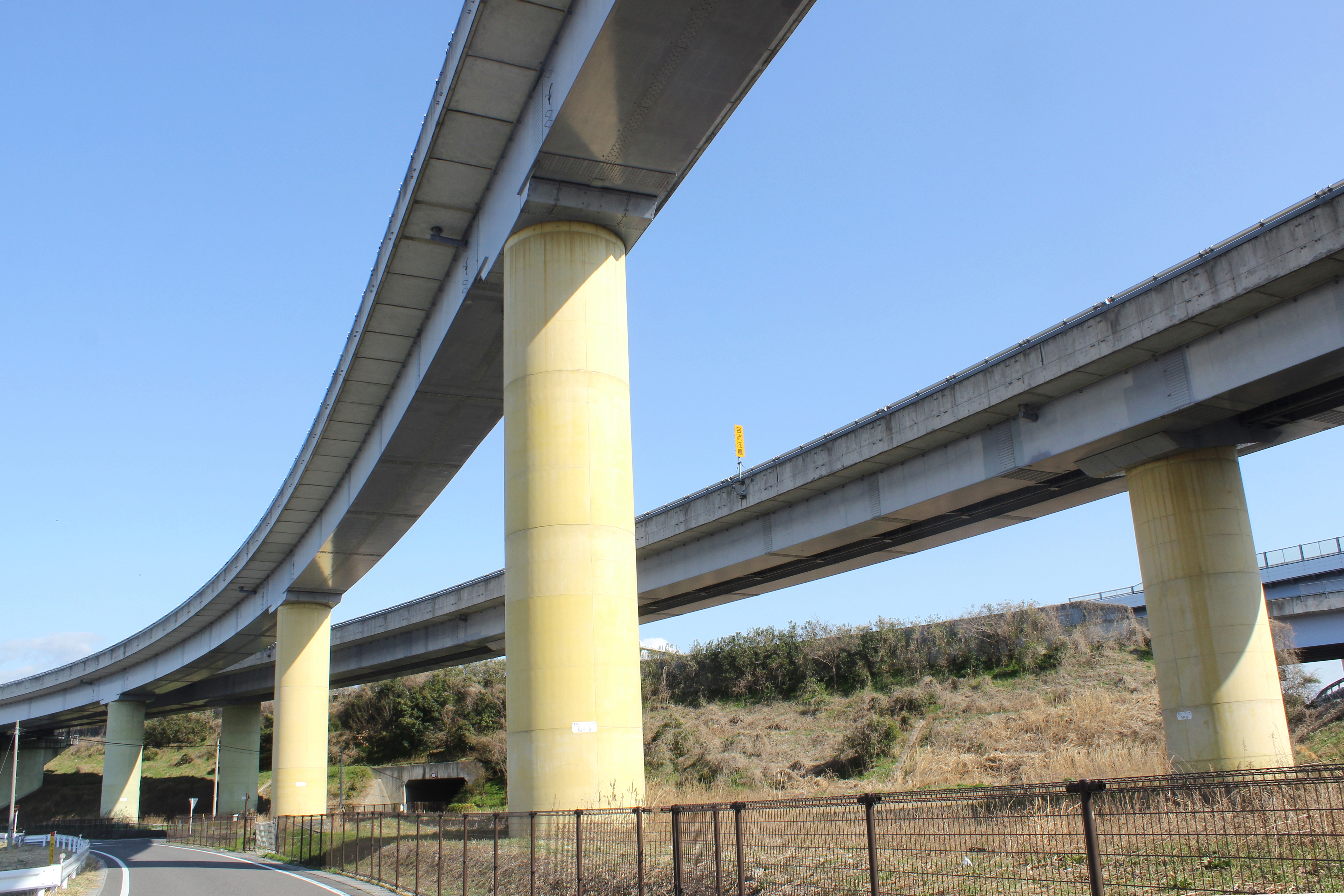
黄色系は夏の夕焼けのイメージ
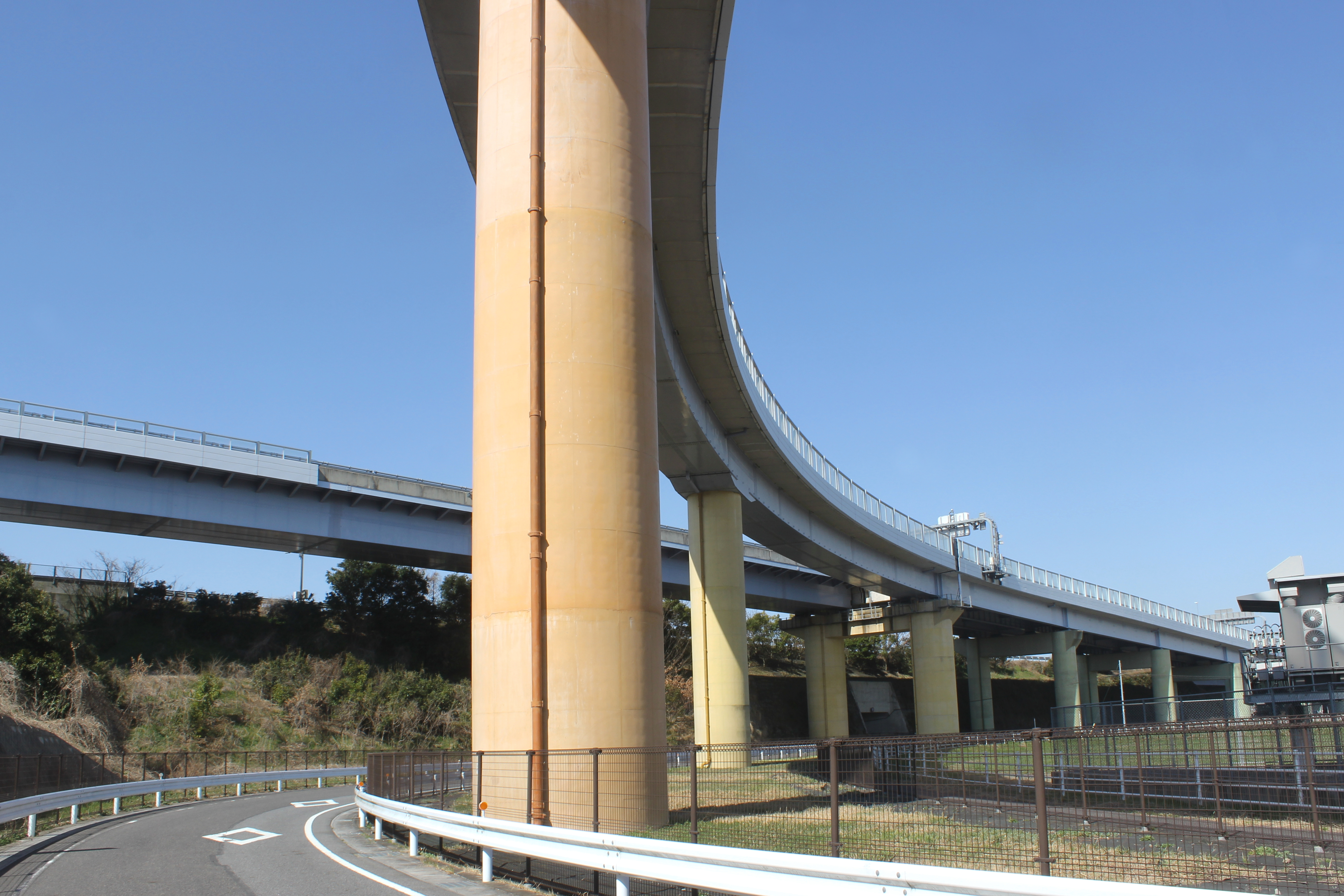
ジャンクション中心部はレンガ色で秋の紅葉をイメージ。
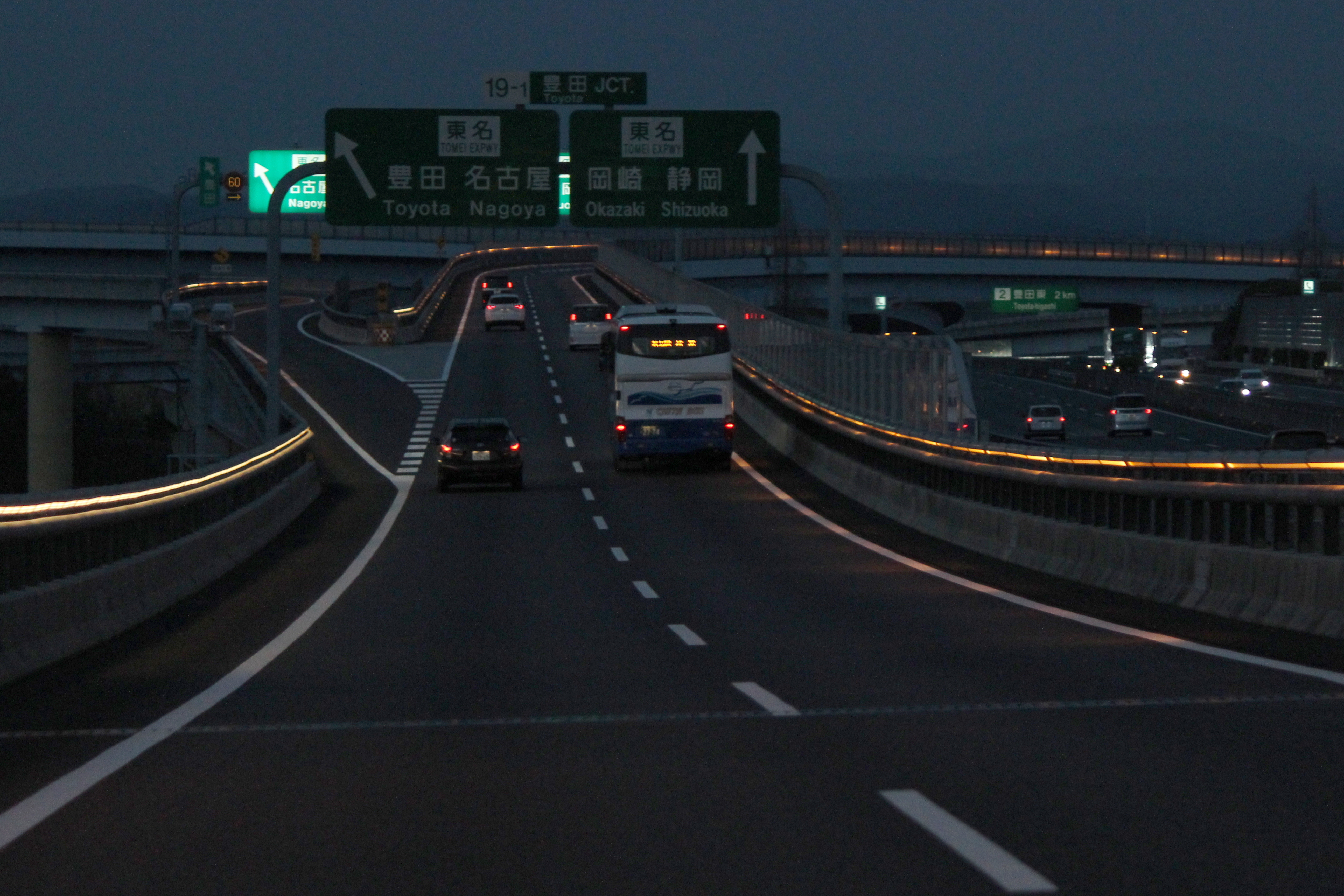
ランプウェイにおける低位置ライン照明

## 隣
E1 東名高速道路
(19) 岡崎IC/BS - 岡崎阿知和SIC（事業中） - 岩津BS - (19-2) 豊田JCT - (19-3) 豊田上郷SA/SIC/BS - (20) 豊田IC/BS
E1A 伊勢湾岸自動車道
(2) 豊田東IC - (19-2) 豊田JCT - (3) 豊田南IC